# Syngrapha angulidens
Syngrapha angulidens là một loài bướm đêm trong họ Noctuidae.

## Hình ảnh

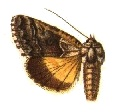